# Hudson Bend
Hudson Bend – jednostka osadnicza w Stanach Zjednoczonych, w stanie Teksas, w hrabstwie Travis.